# Adriana Budewska
Adriana Budewska (bułg. Адриана Будевска, ur. 13 grudnia 1878 w Dobriczu, zm. 9 grudnia 1955 w Sofii) – bułgarska aktorka.

## Życiorys
Po ukończeniu gimnazjum  uczyła się aktorstwa. Grała role tragiczne, była najwybitniejszą tragiczką wczesnego okresu bułgarskiego teatru. Występowała w Sofii, 1937-1948 przebywała na emigracji w Argentynie, skąd powróciła na zaproszenie władz Bułgarii chcących uczcić jej 70 urodziny, jednak do występowania na scenie już nie wróciła. Była znana z ról w sztukach Iwana Wazowa i Petko Todorowa, a także dramatach Szekspira i Ibsena.